# Greonterp
Greonterp ['ɡrö.ɘntɛrp] is een dorp in de gemeente Súdwest-Fryslân, in de Nederlandse provincie Friesland. Greonterp ligt ten zuiden van Bolsward, tussen Blauwhuis en Parrega aan de Opvaart, die naar de Workumertrekvaart loopt.
In 2023 telde het dorp 90 inwoners, waarvan 30 in de dorpskern wonen.

## Geschiedenis
Het dorp is in de vroege middeleeuwen ontstaan op een terp. Greonterp lag tot in de 17e eeuw geïsoleerd tussen meren en poelen, tot even na 1633 het Sesmeer werd drooggemalen. Greonterp was een vissersdorp. Het was wachten tot er een verbinding over land kwam - via een smal pad - met het later ontstane Blauwhuis. Pas in de 19e eeuw werd het dorp goed ontsloten.
In de 13e eeuw werd de plaats vermeld als Grewingdorp, in 1440 als Greuendorp, in 1448 als Greontrep, 1482 als Grovendorp, in 1482 Griantoix (te lezen als Grianterp), in 1505 als Gronterp, in 1511 als Grewingenterp en in 1718 als Grjonterp.
Waar de plaatsnaam vandaan komt is onduidelijk. Het eerste element kan wijzen in de richting van het woord groen, maar ook naar het Oudfriese woord Greva, in het werkwoord graven. Het tweede element wijst op een terp of een dorp.
Tot 1984 behoorde Greonterp tot de voormalige gemeente Wonseradeel en van 1984 tot 2011 lag het in de voormalige gemeente Wymbritseradeel.

## Klokhuis
In het dorp staat een klokhuis. Dit is een vervanger van een oude kerk, die in de 18e eeuw in meerdere fases is afgebroken. Mogelijk was er destijds al sprake van een klokhuis, gebouwd van de afgebroken kerktoren. Het huidige klokhuis stamt uit 1822. De toren is afgebeeld op verschillende schilderijen van Jacob Ydema.

## Bekende (ex-)inwoners
Het dorp kreeg enige bekendheid doordat de schrijver Gerard Reve er enkele jaren (1964-1971) woonde en werkte. Hij kwam vijf jaar nadat dichter Nico Verhoeven in het dorp was komen wonen. Reve woonde in het huis dat bekend werd als Huize Het Gras. Naast Reve zelf woonden ook Willem Bruno van Albada en Henk van Manen in het huis.

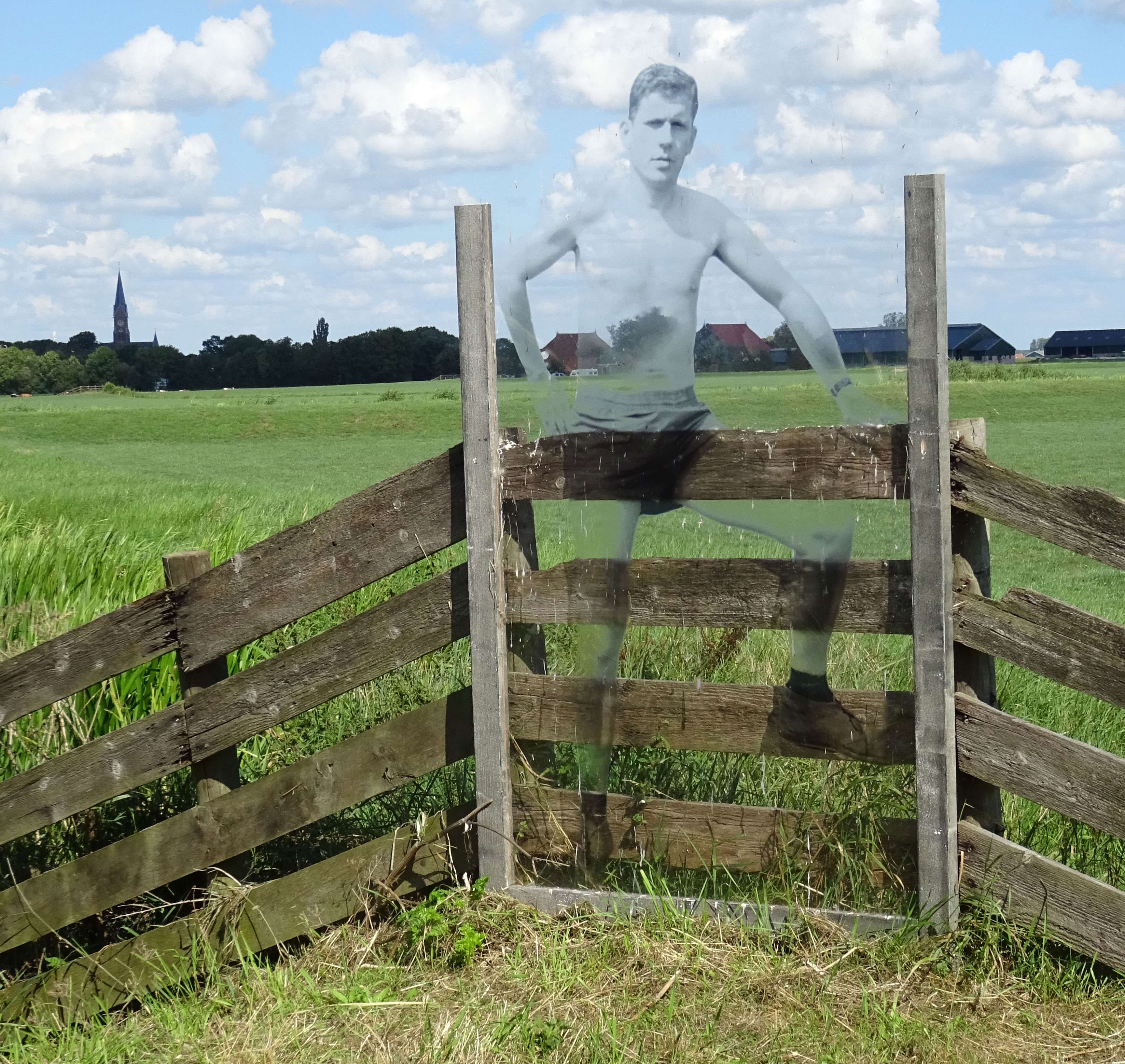
Kunstwerk op glas met hek - Gerard Reve in Greonterp
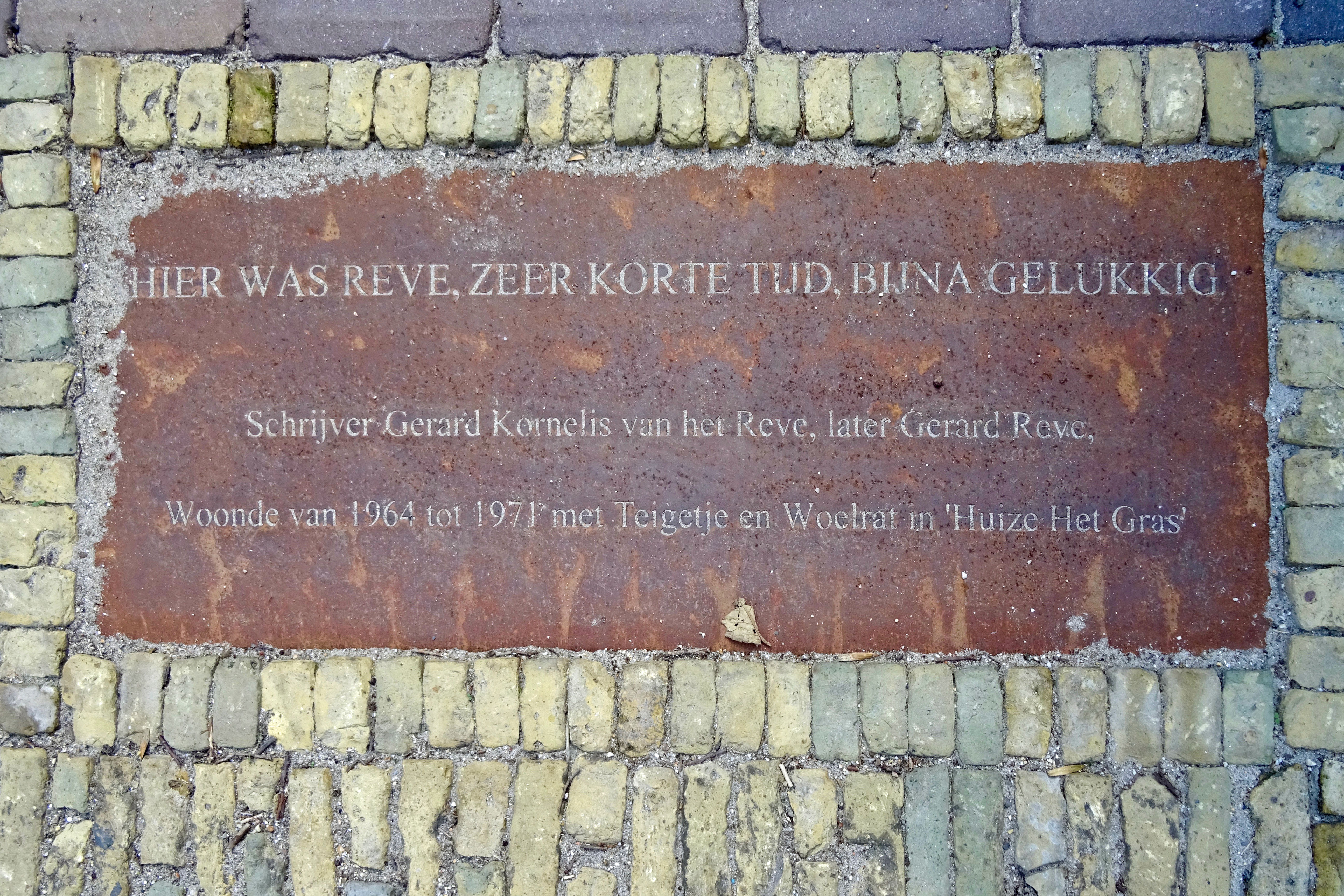
Plaquette met de tekst "Hier was Reve, zeer korte tijd, bijna gelukkig"
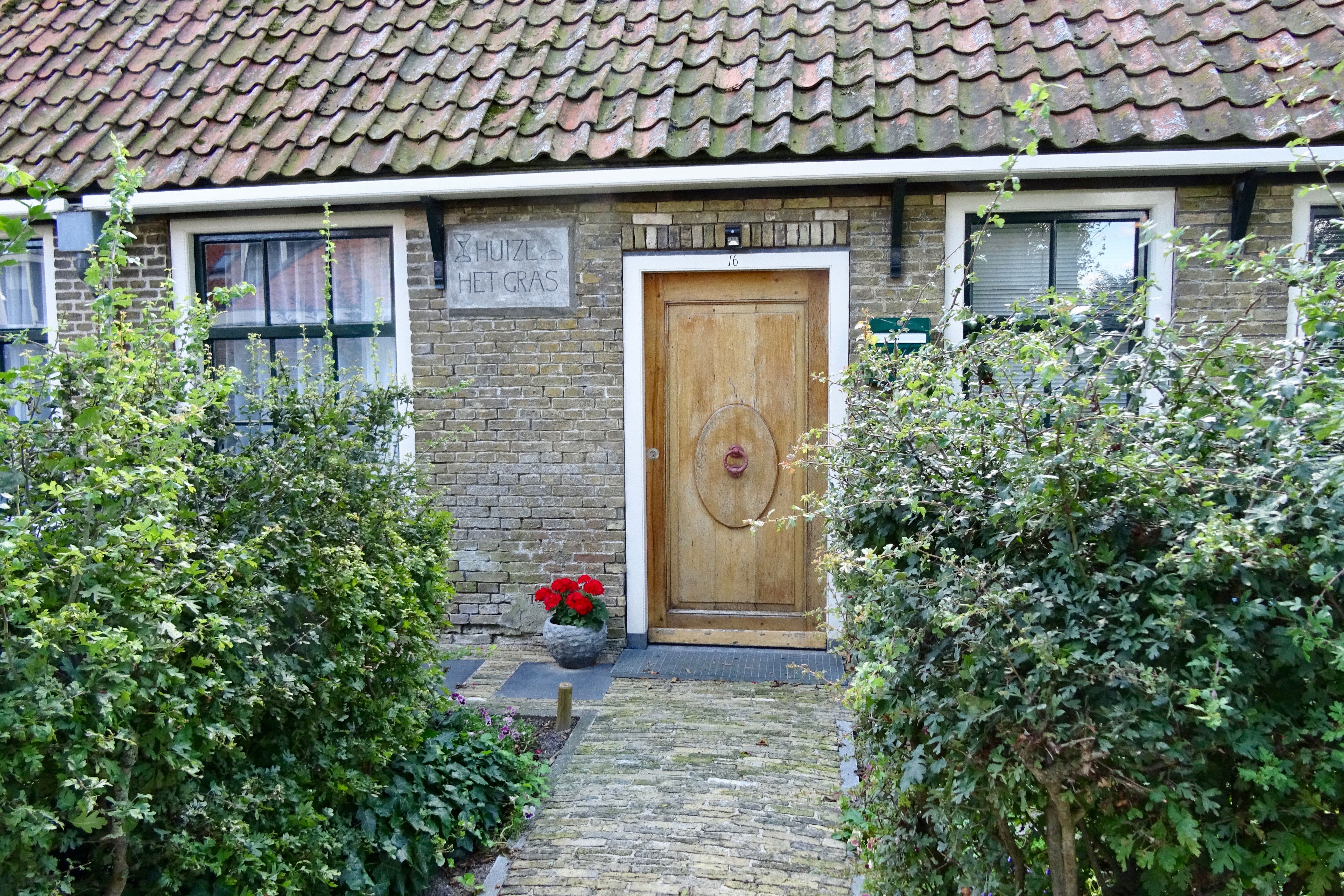
Huize Het Gras, woonhuis van Reve, Teigetje en Woelrat
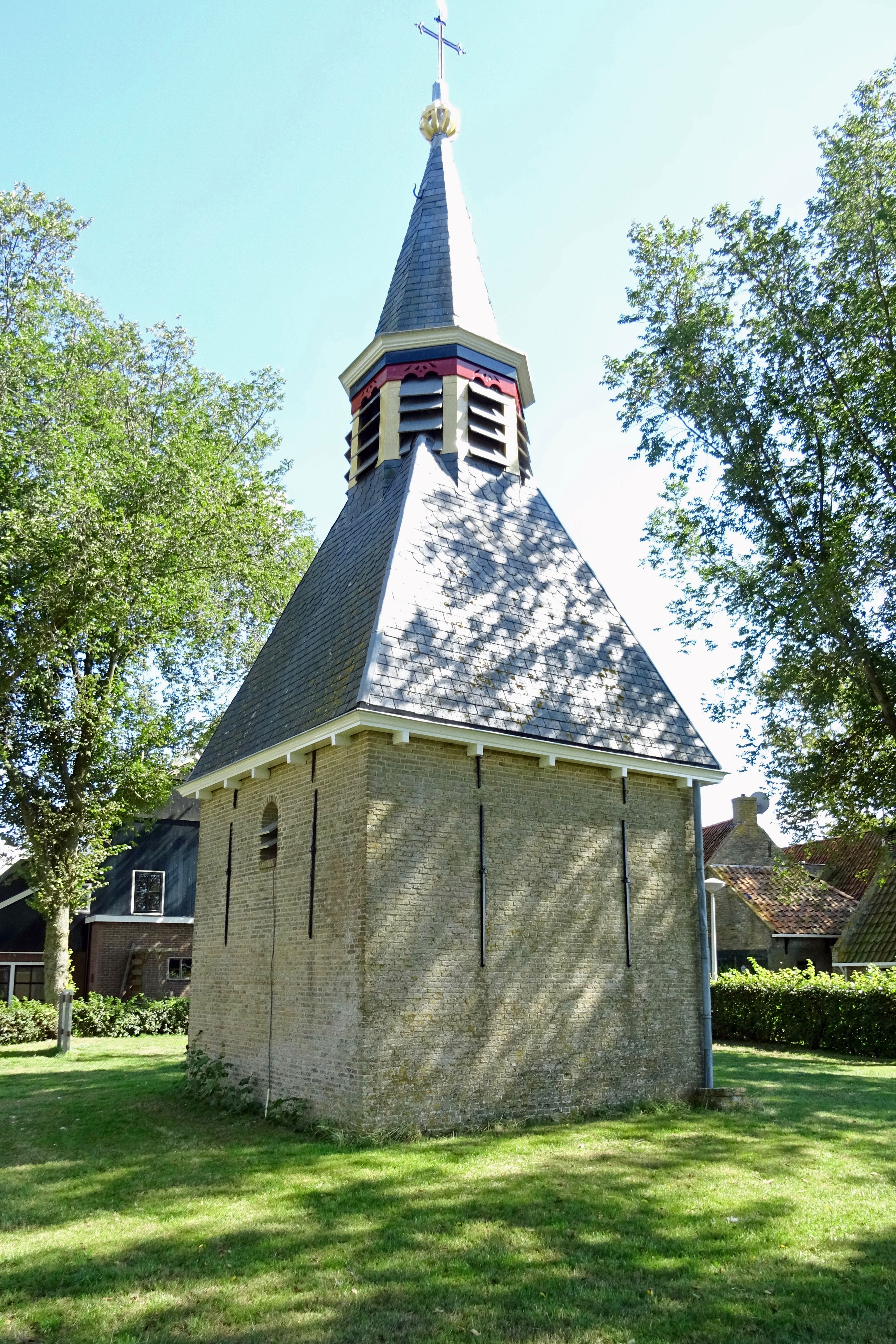
Het Klokhuis van Greonterp
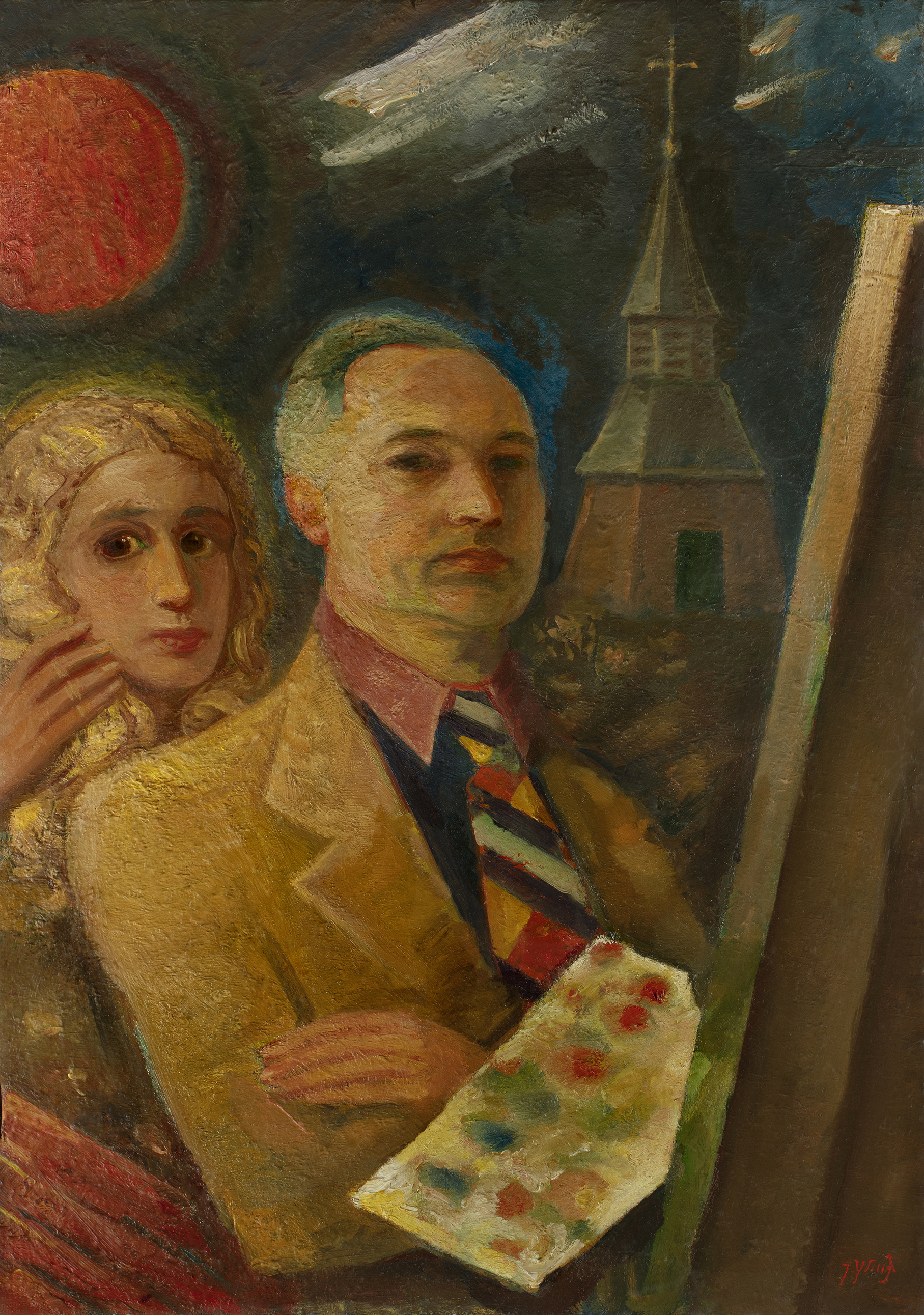
Zelfportret van Jacob Ydema, zelfportret met het Klokhuis van Greonterp op de achtergrond

### Geboren in Greonterp
- Jacob Ydema (1901-1990), kunstschilder en glazenier